# Sylligma ndumi
Sylligma ndumi Lewis & Dippenaar-Schoeman, 2011 è un ragno appartenente alla famiglia Thomisidae.

## Etimologia
Il nome proprio ricorda il luogo di rinvenimento degli esemplari, la Ndumo Game Reserve, nella provincia sudafricana di KwaZulu-Natal

## Caratteristiche
Gli esemplari femminili rinvenuti hanno lunghezza totale è di 3,18-4,38 mm; la lunghezza del cefalotorace è di 1,56-2,00 mm e la larghezza è di 1,38-1,73 mm
Gli esemplari maschili rinvenuti hanno lunghezza totale è di 2,50-3,35 mm; la lunghezza del cefalotorace è di 1,25-1,75 mm e la larghezza è di 1,18-1,60 mm

## Distribuzione
La specie è stata reperita in Sudafrica: in località Ingwavuma Crocodile Farm, nella Ndumo Game Reserve; in Botswana, in località Shakawe, nelle paludi di Okavango

## Tassonomia
Al 2015 non sono note sottospecie e dal 2011 non sono stati esaminati nuovi esemplari